# Barriga Verde Futebol Clube
Barriga Verde Futebol Clube era um clube de futebol da cidade de Laguna, no estado de Santa Catarina. Atualmente encontra-se extinto. Participou do Campeonato Catarinense de Futebol de 1942 como convidado.[carece de fontes?] Foi o clube que revelou Mengálvio Pedro Figueiró, grande ídolo do Santos Futebol Clube na década de 1960.
Suas cores Verde, Amarelo e Branco eram uma referência ás cores da bandeira de Laguna. 

## Rivalidades
Os maiores rivais do Barriga Verde eram: Flamengo, Bangu de Campo de Fora e Almirante Lamego (ambos de Laguna), Hercílio Luz e Ferroviário (ambos de Tubarão) e o Imbituba Atlético (de Imbituba, na época Henrique Lage)